# Glyptothorax chimtuipuiensis
Glyptothorax chimtuipuiensis är en fiskart som beskrevs av Anganthoibi och Vishwanath 2010. Glyptothorax chimtuipuiensis ingår i släktet Glyptothorax och familjen Sisoridae. IUCN kategoriserar arten globalt som otillräckligt studerad. Inga underarter finns listade i Catalogue of Life.